# Marciano (general sob Justino II)
Marciano (em latim: Marcianus; em grego: Μαρκιανός; romaniz.: Markianós), erroneamente chamado Martino (Martinus) por Teófanes, o Confessor e João Zonaras, Marcião (Marcion) por Bar Hebreu e Mauriciano (Mauricianus) na Crônica de 1234, foi um general bizantino e parente do imperador Justino II.

## História
De acordo com João Malalas, ele era primo de Justino e sobrinho de Justiniano I, enquanto que Miguel, o Sírio, afirma que sua mãe era tia do lado materno de Justino.
Marciano lutou na guerra bizantino-sassânida de 572-591: 
| “ | Marciano, primo do imperador Justino, que fora nomeado mestre dos soldados do Oriente (magister militum per Orientem), foi enviado contra Cosroes I (r. 531–579) no oitavo ano do reinado de Justino [573]. João, o general da Armênia, e Mirranes, o líder persa (que também era chamado de Baramaanes), reuniram um exército para combatê-lo. Aos armênios se juntaram os colcos, os abasgos e Saroes, o rei dos alanos; Mirranes pelos sabires, daganes e a tribo dos dilmenos. | ” |
|   | — Fócio, Biblioteca.. |   |

Ele derrotou Mirranes na Batalha de Sargatão perto de Nísibis, forçando-o a fugir. Mil e duzentos persas foram mortos e setenta, feitos prisioneiros, enquanto que as perdas bizantinas foram de apenas sete. Marciano depois cercou Nísibis e Teobotão. Cosroes, quando soube disto, reuniu 40 000 cavaleiros e mais de 100 000 soldados e correu para enfrentar Marciano. Enquanto isso, o general bizantino foi acusado pelo imperador de cobiçar o trono. Justino, convencido da veracidade da acusação, demitiu-o e nomeou Teodoro, filho de Justiniano que tinha o sobrenome de Tziro, no seu lugar, o que provocou agitação entre os bizantinos e forçou-os a levantar o cerco. Cosroes então cercou e arrasou Dara.